# 明治体感 まつやま博
明治体感 まつやま博（めいじたいかん まつやまはく）は、スペシャルドラマ『坂の上の雲』にあわせ、2009年（平成21年）11月から2012年（平成24年）1月まで松山市内にて行われる博覧会。主催は、民間事業者が主体となり、行政とも連携して設立された「交流人口・産業拡大会議」（会長：麻生俊介（松山商工会議所会頭））。

## 関連イベント
- 『坂の上の雲』のまち松山 スペシャルドラマ館（2010年（平成22年）3月開館予定） - 会場は松山城山ロープウェイ駅舎2階。ドラマのストーリーにもとづく、明治・松山の魅力的な体感空間を展示。ドラマで使用された衣装や小道具、オリジナルの映像で「坂の上の雲」の世界や、ドラマの魅力、主人公のふるさと松山を紹介。
- 『伊予の国　えひめの逸品』物産館（2010年（平成22年）3月開館予定） - 愛媛の自慢の逸品や、司馬遼太郎記念財団より認定された『坂の上の雲』の名称を使用した商品を販売。